# Selo (Chorwacja)
Selo – wieś w Chorwacji, w żupanii primorsko-gorskiej, w mieście Čabar. W 2011 roku liczyła 41 mieszkańców.